# Генерални викар
Генерални викар (лат. vicarius generalis) је положај унутар Католичке цркве. 

Један од изузетака (од горенаведеног правила) био је догађај од 1781. године, када је духовну јурисдикцију, над српским православним свештенством и народом у Далмацији, Истри и Боки которској, имао епископ са седиштем у Венецији, седишту Млетачке републике (697-1797), односно итал. Serenissima Repubblica di Venezia.

Тада је (под окупационом присилом) и један део православних Срба имао свог – „генералног викара“.

## Хијерархијски положај
Генерални викар је директни и први сарадник дијецезијског бискупа у пасторалном управљању бискупијом. 

Члан је бискупске курије.

## Настанак положаја – генерални викар
Генерални викар је црквени положај која има своје корене у 13. веку и IV латеранском сабору када се желео умањити утицај архиђакона те је бискупима дато право да сами себи бирају помоћнике.

## Служба генералног викара
Генерални викар је особа чија је власт стална. 
 
Мора бити постављен у свакој бискупији и он трајно помаже бискупу у пасторалном управљању бискупијом. 

Зависно од величине бискупије генералних викара може бити и више, али у начелу буде само један. 
 
Члан је бискупске курије коју чине: генерални викар, бискупски викар, канцелар, бележници, судски викар, судија и економско веће.
Генералног викара може именовати осим дијецезијског бискупа и дијецезијски управник.
Може бити именован на одређено или неодређено време, али у случајевима одсутности може бити именован и његов заменик.
Да би неко био генерални викар мора бити свештеник (не млађи од 30 година), доктор или магистар канонског права или богословије или барем стручан у тим областима.
Власт генералног викара је заменичка и извршна. 

Међутим, ова власт је подређена власти дијецезијског бискупа који је одговорни управнику бискупије. 

Његова служба престаје истеком мандата, одрицањем, које мора бити прихваћено, уклањањем које мора објавити дијецезијски бискуп. 
 
Оно се може односити само на генералног викара који је свешеник, а не и ако је генерални викар истовремено и помоћни бискуп тада је уклањање само по себи забрањено.

## Смена са положаја
За уклањање се тражи тешки разлог, а у случају празне бискупске столице генерални викар не задржава овлаштења које је имао док је столица била попуњена. 

Када је смењен дијецезијски бискуп, обуставља се и власт бискупског и генералног викара, осим ако немају бискупско достојанство.

## Сукоб интереса
Иста особа не може вршити службу генералног викара и каноника покорничара. 
 
Положај генералног викара не може се доделити особи која је у крвном сродству с дијецезијским бискупом све до четвртог колена.